# Ángel Schandlein
Ángel Schadlein (La Plata, 12 de agosto de 1930 - 4 de abril de 1998) fue un futbolista argentino con función de defensa.

## Carrera

### Clubes
Jugó en la liga argentina y mexicana.

### Selección nacional
Con la camiseta de la selección argentina hizo 9 apariciones entre 1956 y 1957.